# Hukok
Ḥukok (in lingua ebraica: חוּקוֹק) è un kibbutz nello Stato ebraico. Situato presso il lago di Tiberiade tra le cittadine di Tiberiade e Safed,  esso sta sotto la giurisdizione del Consiglio Emek HaYarden della Galilea. Nel  2006 era popolato da 279 persone.

## Storia del kibbutz Hukok
La nascita del kibbutz “Hukok” risale all'11 di luglio del 1945 nei pressi di un villaggio ormai abbandonato.
Fu fondato per iniziativa di alcuni coloni ebrei aiutati, finanziariamente, da contributi di diversi paesi prevalentemente europei.

## Economia
Come diversi altri kibbutz, anche quello di Hukok non si limita all'agricoltura, ma si è dato anche all'industria: ora possiede e fa funzionare una fabbrica di materie plastiche (2011).

## Galleria d'immagini

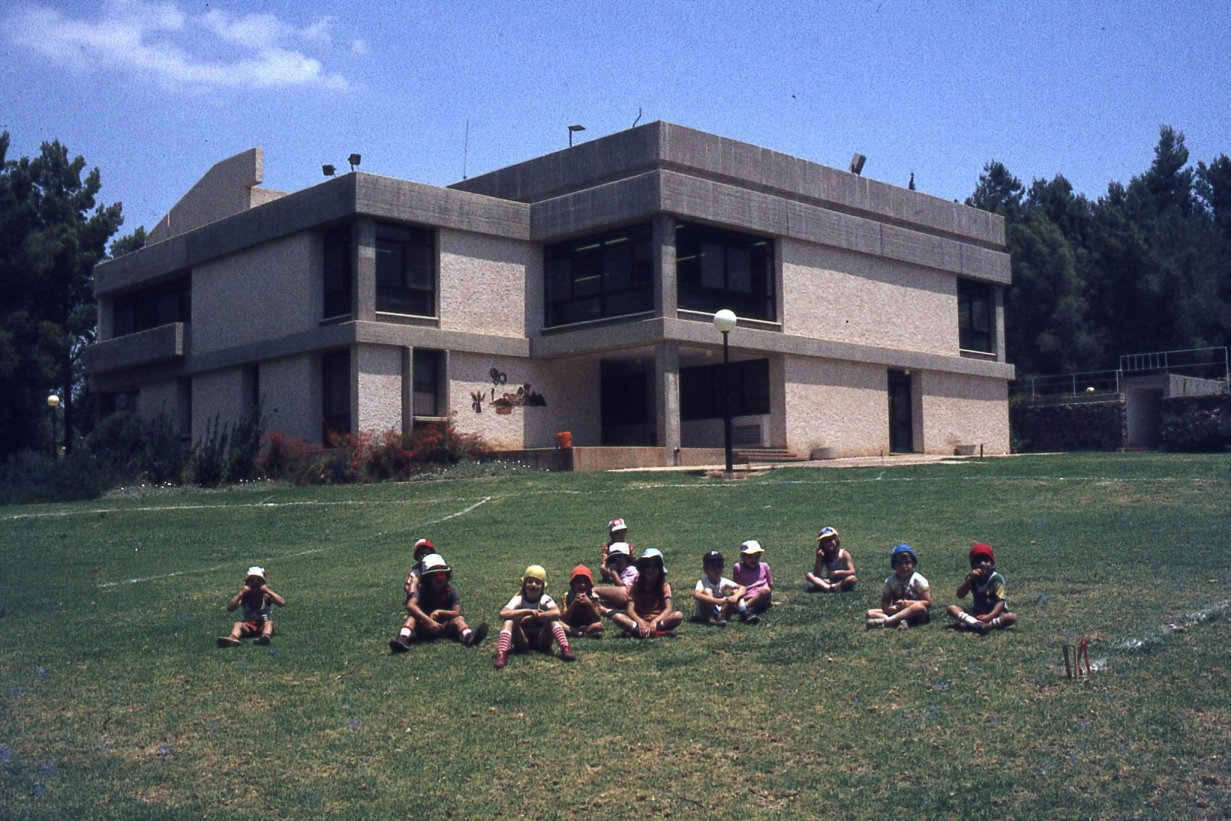
Vita nel kibbutz Hukok
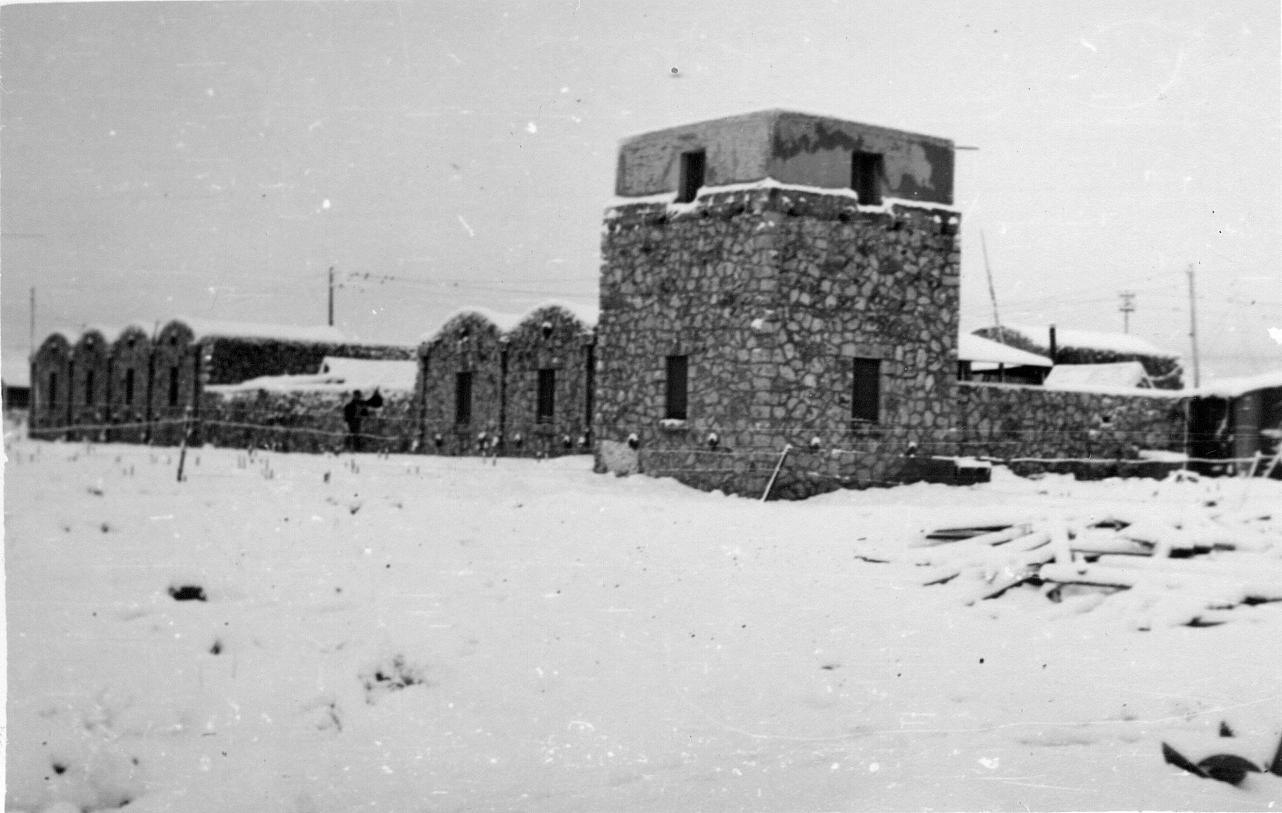
Hukok, negli anni 1950